# Diesel 2000

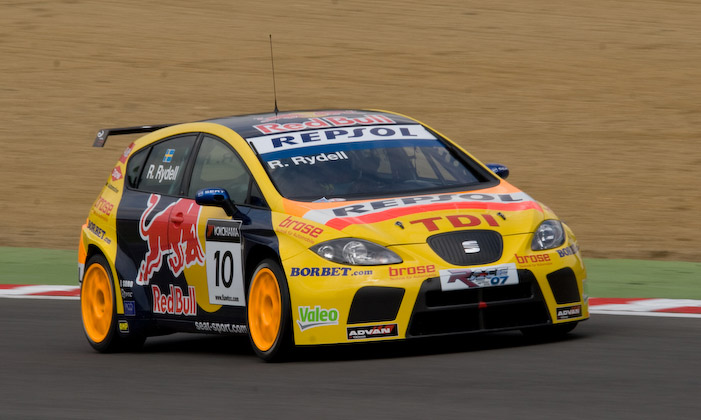
Rickard Rydell i en Diesel 2000 SEAT León TDi på Brands Hatch i World Touring Car Championship 2008.

Diesel 2000 är FIA:s reglemente för standardvagnar med dieseldrivna turbodieselmotorer.

## Regler
Diesel 2000 liknar Super 2000, då minst 2 500 bilar av samma modell måste tillverkas inom 12 månader för att de ska vara giltiga och de måste ha minst fyra sittplatser. Det som skiljer är att Diesel 2000 bara tillåter fyrcylindriga turbodieselmotorer, med en maxkapacitet på 2 000 kubikcentimeter.

## Historia
Diesel 2000 skapades till European Touring Car Championship 2004, för att kunna tillåta bilar med dieseldrivna turbomotorer att tävla mot de bensindrivna Super 2000-bilarna. När det europeiska mästerskapet expanderade till ett världsmästerskap, World Touring Car Championship, 2005, tilläts både Super 2000 och Diesel 2000.
SEAT är det märke som satsats mest på Diesel 2000 i WTCC. När Yvan Muller blev världsmästare 2008, var det första gången som en dieseldriven bil vann ett FIA-mästerskap. Gabriele Tarquini tog sedan titeln i en likadan bil året efter.